# François Remetter
François Remetter (Estrasburgo, 8 de agosto de 1928 – Estrasburgo, 30 de setembro de 2022) foi um ex-futebolista francês que atuava como goleiro.

## Carreira
Ele competiu na Copa do Mundo FIFA de 1954, sediada na Suíça, na qual a seleção de seu país terminou na nona colocação dentre os 16 participantes.

## Títulos
- Copa do Mundo de 1958: 3º Lugar